# Biserica reformată din Nușfalău
Biserica reformată din Nușfalău este un monument istoric aflat pe teritoriul satului Nușfalău, comuna Nușfalău. În Repertoriul Arheologic Național, monumentul apare cu codul 142248.04.